# Gustav Krojer
Gustav Krojer, född 30 juni 1885, död 30 januari 1945, var en friidrottare från Österrike. Han deltog vid olympiska sommarspelen 1908 och olympiska sommarspelen 1912.